# Суданская коммунистическая партия
Суда́нская коммунисти́ческая па́ртия (СКП; араб. الـحـزب الشـيـوعـي لسودانى‎, аль-Хизб аш-Шуюий ас-Судани) — коммунистическая политическая партия в Судане.

## История

### Основание партии и деятельность в колониальный период (1946—1956)
Партия была основана в 1946 году. Одним из её основателей был Абд аль-Халик Махджуб. Длительное время действовала в нелегальных условиях под названием Суданское движение за национальное освобождение, занимаясь пропагандой идей научного социализма. Активно участвовала в создании Национального фронта и Фронта борьбы, с 1947 года издавала журнал «Аль-Кядир» («Кадры»).
В 1949 году прошла первая конференция СКП на которой генеральным секретарём ЦК СКП стал Абд Аль-Халик Махджуб. На конференции был взят курс на достижение союза рабочего класса и крестьянства после чего была активизирована работа среди крестьян, начат выпуск газеты «Аль-Лива аль-Ахмар» (Красное знамя). В 1950 году I съезд СКП принял Устав, в ноябре того же года при её участии была создана Федерация рабочих профсоюзов Судана. СКП также содействовала созданию молодёжных, женских и студенческих организаций. В 1951 году прошёл II съезд партии, а в 1952 году ФРП и коммунисты стали активной частью Объединённого фронта борьбы за освобождение Судана. Первоначально СКП негативно отнеслась к соглашениям 12 февраля 1953 года о трёхлетнем переходном периоде от англо-египетского кондоминиума к независимости, считая это манёвром, но затем пересмотрела своё отношение, признала, что соглашение создало относительно благоприятные условия для борьбы против капитализма и реакции. В марте 1953 года пленум ЦК разработал линию партии в период подготовки к независимости и призвал к организации широкого национально-демократического фронта. В 1953 году был создан Антиимпериалистический фронт с участием СКП, на выборах в ноябре он получил 1 мандат.

### Период Первой республики и диктатуры Аббуда (1956—1969)
В 1956 году Суданское движение за национальное освобождение открыто приняло название Суданская коммунистическая партия и III съезд СКП принял программу «Путь Судана к укреплению независимости, демократии и миру», в котором содержался призыв к сплочению, укреплению национальной независимости, дальнейшему развитию национально-демократической революции, первой победой которой стало достижение независимости. Была поставлена задача достижения единства народно-демократических сил — рабочих, крестьян, революционной интеллигенции, студентов, национальной буржуазии, не связанной с иностранным капиталом — в национально-демократическим союзе, который приведёт к созданию правительства, осуществляющего требования демократической революции, открывающей путь к социалистическому развитию
На следующий день после переворота 17 ноября 1958 года Суданская коммунистическая партия выступила с резкой критикой диктатуры генерала Ибрагима Аббуда, в его правление коммунистические активисты подвергались арестам, проводились судебные процессы. 1 августа 1961 года СКП распространила заявление «О политическом положении и всеобщей политической забастовке» с программой борьбы против режима Аббуда.
После свержения в октябре 1964 военной диктатуры Аббуда СКП перешла на легальное положение и была представлена во временном правительстве. В феврале 1965 года она не вошла во второе правительство Хатема аль-Халифы, обвинив его в реакционности, но тогда же вошла в Социал-демократический блок. В апреле была возвращена в кабинет, в мае 1965 года получила в Учредительном собрании 11 мандатов: за СКП и её союзников было подано 137 000 голосов (в 1958 году — 10 000). В июне 1965 года не вошла в правительство Мухаммеда Ахмеда Махджуба. 9 декабря 1965 года Суданская коммунистическая партия была запрещена голосами правых партийных фракций Учредительного собрания, что вызвало протесты со стороны общественности и ряда партий. Были лишены депутатских мандатов 8 депутатов собрания от СКП, закрыт печатный орган газета «Аль-Майдан» (Арена). В декабре 1966 года Верховный суд Судана признал запрет СКП неконституционным. В сентябре 1967 года прошёл IV съезд СКП, который провёл анализ социально-экономического и политического развития Судана с 1956 года и констатировал, что капиталистический путь не смог обеспечить социальный прогресс и ликвидировать отсталость. Были приняты новая программа и устав партии.

### СКП иМайская революция1969 года
После свержения 25 мая 1969 правившего режима СКП вновь вышла из подполья, её члены вошли в правительство, участвовали в разработке и проведении внутренней и внешней политики.
Партия играла значительную роль в политической жизни Судана, будучи одной из двух крупнейших коммунистических партий в арабском мире наряду с Иракской коммунистической партией, до 1971 года. Тогда президент Джафар Мухаммед Нимейри обрушил репрессии на партию из-за того, что ряд офицеров армии, организовавших неудачный государственный переворот, были её членами. Ряд видных функционеров партии были казнены, в том числе Абд аль-Халик Махджуб, Джозеф Гаранг и Шафиа Ахмед аш-Шейх.

### Связи сКПСС
Суданская коммунистическая партия участвовала в совещании коммунистических и рабочих партий в Москве в 1960 и 1969 годах, подписала принятые ими документы.
КПСС поддерживала связь с Суданской коммунистической партией посредством своего Международного отдела. Этот отдел разрабатывал и проводил международную политику КПСС и СССР в зарубежных странах. Отдел нёс ответственность за связь с не находящимися у власти левыми (коммунистическими, социалистическими) партиями за рубежом, прокоммунистическими и просоветскими международными организациями, движениями сопротивления, обществами дружбы. «…положение об отделе было составлено ещё во времена Коминтерна и главной задачей отдела считалось поддержание гласной и негласной связи с компартиями и разными радикальными партиями и движениями в зарубежных странах»
В соответствии с поданными заявками решения о финансировании и иной помощи (в том числе, оружием) зарубежным партиям принималось на Политбюро ЦК КПСС. Деньги через агентурные каналы КГБ передавались руководителям компартий. Их расписки о получении возвращались в ЦК и помещались в «особую папку» как совершенно секретный документ. В 1988—1989 годах члены СКП проходили военную и специальную подготовку в СССР.

## Современное положение дел
После репрессий 1971 года и до начала XXI века включительно партия занимала незначительное место на политической арене Судана. В 2006 году во главе Коммунистической партии встал Мухаммед Ибрахим Нугуд. Он объявил, что партия по-прежнему пользуется широкой поддержкой «рабочих, крестьян, студентов, женщин, национальных меньшинств, в Нубийских горах, на Юге и в Дарфуре». Заместителем секретаря и главным «лицом» партии стал известный в Судане активист и правозащитник Сулейман Хамид эль-Хадж. Активизации деятельности партии способствовало и оживление в политической жизни Судана, последовавшее после заключения Найвашского соглашения.
Партия позиционирует себя в качестве защитницы демократии и выступает против возможного отделения Южного Судана. В 2008 году Нугуд посетил с визитом Южный Судан (Джуба), чтобы «усилить деятельность партии» в этом регионе (ныне там действует самостоятельная Коммунистическая партия Южного Судана). Партия совместно с Южно-Африканской коммунистической партией ведут работу по объединению усилий всех компартий Африканского континента.

## Съезды СКП
- I съезд СДНО — 1950 год;
- II съезд СДНО — 1951 год;
- III съезд СКП — 1956 год;
- IV съезд СКП — сентябрь-октябрь 1967 года;
- V съезд СКП — август 1970 года.